# 普雷米亚 (意大利)
普雷米亚（義大利語：Premia），是意大利韦尔巴诺-库西亚-奥索拉省的一个市镇。总面积89.17平方公里，人口583人，人口密度6.5人/平方公里（2009年）。ISTAT代码为103056。